# 小山栄三
小山 栄三（こやま えいぞう、1899年2月12日 - 1983年8月16日）は、日本の社会学者、新聞学者。立教大学名誉教授、立教大学社会学部長、国立世論調査所初代所長、日本世論調査協会会長、日本広報協会理事長。世論調査を日本で初めて行った第一人者として知られるとともに、日本の新聞学の基礎も築いた。

## 人物・経歴
1899年2月12日、北海道小樽市に生まれる。
1924年、東京帝国大学文学部社会学科卒業。翌1925年、東京帝国大学法学部政治学科卒業。東京帝国大学新聞研究室の第1回生であり、研究室の助手などを務めた。1935年には、三省堂から「新聞学」を出版。
1938年、立教大学教授に就任する。翌1939年、厚生省人口問題研究所研究官、1943年には、文部省民族研究所員兼企画院調査官を歴任する。情報局の嘱託もして、1942年には『戦時宣伝論』などを著し、プロパガンダの研究を行うなど、ナチ新聞学の第一人者であった。
戦争が終わるとすぐに、GHQの顧問となり、戦後の世論調査のバイブルの一つになった書籍『輿論調査概要─輿論をどうしてつかむか』を1946年に時事通信社から出版。
1949年に総理府所管の国立世論調査所の初代所長に着任すると、日本で初となる世論調査を行い、現在の世論調査の基礎を築いた。1956年には、同志社大学文学博士の学位取得。
1960年、立教大学社会学部長に就任。1964年、立教大学を定年退職し、名誉教授となった。
その他、日本世論調査協会の会長職を協会の創設から長く務めた。1963年から1973年まで、日本広報協会理事長を務めた。1970年には、勲三等旭日中綬章を受賞。

## 主な著書
- 「新聞学」三省堂 1935年
- 「人種学概論」 日光書院 1939年
- 「戦時宣伝論」三省堂 1942年
- 「民族と文化の諸問題」羽田書店 1942年
- 「民族と人口の理論」羽田書店 1942年
- 「南方建設と民族人口政策」大日本出版 1944年
- 「輿論調査概要」時事通信社 1946年
- 「社会学概論」雄山閣 1948年
- 「新聞社会学」有斐閣 1951年
- 「比較新聞学」有斐閣 1951年
- 「広報学」有斐閣 1954年
- 「新聞学入門」同文館 1955年
- 「世論・商業調査の方法」有斐閣 1956年
- 「マス・コミの功罪」全国地方銀行協会 1959年
- 「広報事典」日本広報協会 1968年
- 「行政広報入門」ぎょうせい 1975年
- 「ファッションの社会学」時事通信社 1977年
- 「インド仏教時代の社会と経済」第一法規出版 1980年